# Black Machine
Black Machine est un groupe italien de musique électronique, très actif dans les années 1990.  

## Histoire
Le groupe est surtout connu pour les singles How Gee, Funky Funky People et Jazz Machine, qui se classent tous dans plusieurs pays d'Europe.
En 1992, How Gee se classe à la 45e place en France et la 32e aux Pays-Bas, tandis que Funky Funky People et Jazz Machine (Remix) se classent également dans le top 40 du Top 100 néerlandais, atteignant tous deux la 38e place,. Funky Funky People se classe dans le top 20 en Autriche, à la 18e place. How Gee connait son plus grand succès au Royaume-Uni, où il atteint la 17e place en avril 1994. Il atteint également la 37e place du Billboard Hot Dance Club Play aux États-Unis. La chanson est également utilisée dans le film House of Gucci, sorti en 2021.

## Discographie

### Albums studio
- 1992 : The Album
- 1993 : Love 'N' Peace

### Compilations
- 1991 : Double Mix
- 1993 : Double Mix

### Singles
- 1991 : How Gee
- 1992 : Jazz Machine
- 1992 : Funky Funky People
- 1993 : Get Funky
- 1993 : Love 'N' Peace
- 1995 : You Make Me Come a Life
- 1996 : Jump Up
- 1997 : Thinkin' About You
- 1999 : Funky Banana
- 2005 : One, Two, Three, Four (How Gee) (sous Black Machine 2005)>
- 2018 : How Gee (25th Anniversary)